# 최승호 (축구 선수)
최승호(最勝湖, 1992년 3월 31일 ~ )는 대한민국의 축구 선수이며 포지션은 미드필더이다.

## 축구인 경력

### 선수 경력
예원예술대학교를 거쳐 2014년 드래프트를 통해 K리그 챌린지의 충주 험멜에 입단하였다. 데뷔 시즌임에도 많은 출전 기회를 잡으며 시즌 종료까지 리그 24경기에 출전하여 3도움을 기록하였다. 2015년 5월 13일 경남 FC와의 경기에서 데뷔골을 기록하였다.